# La Tropicale Amissa Bongo 2018
De 13e editie van de La Tropicale Amissa Bongo (ook wel Ronde van Gabon genoemd) was een wielerwedstrijd die plaatsvond van 15 tot en met 21 januari 2018. Startplaats was Kango en de hoofdstad Libreville was de finishplaats. De ronde is een van de koersen op de UCI Africa Tour-kalender van 2018, in de wedstrijdcategorie 2.1. De titelverdediger was de Fransman Yohann Gène, die de ronde ook in 2013 op zijn naam schreef, en dit jaar als 24e eindigde. Hij werd als eindwinnaar opgevolgd door de Rwandees Joseph Areruya.

## Etappe-overzicht
| etappe | datum      | start    | finish     | afstand | winnaar           | klassementsleider |
| ------ | ---------- | -------- | ---------- | ------- | ----------------- | ----------------- |
| 1e     | 15 januari | Kango    | Lambaréné  | 146 km  | Lucas Carstensen  | Lucas Carstensen  |
| 2e     | 16 januari | Ndendé   | Fougamou   | 173 km  | Brenton Jones     | Lucas Carstensen  |
| 3e     | 17 januari | Fougamou | Lambaréné  | 114 km  | Rinaldo Nocentini | Brenton Jones     |
| 4e     | 18 januari | Ndjolé   | Mitzic     | 182 km  | Joseph Areruya    | Joseph Areruya    |
| 5e     | 19 januari | Oyem     | Ambam      | 141 km  | Brenton Jones     | Joseph Areruya    |
| 6e     | 20 januari | Bitam    | Oyem       | 115 km  | Rinaldo Nocentini | Joseph Areruya    |
| 7e     | 21 januari | Bikélé   | Libreville | 140 km  | Luca Pacioni      | Joseph Areruya    |

## Etappe-uitslagen

### 1e etappe
| Kango - Lambaréné (146 km) |                    |                                   |          |
| Plaats                     | Naam               | Ploeg                             | Tijd     |
| Winnaar                    | Lucas Carstensen   | Bike Aid                          | 3u41'52" |
| 2                          | Adrien Petit       | Direct Énergie                    | z.t.     |
| 3                          | Youcef Reguigui    | Sovac-Natura4Ever                 | z.t.     |
| 4                          | Luca Pacioni       | Wilier Triestina-Selle Italia     | z.t.     |
| 5                          | Henok Mulubrhan    | Team Eritrea                      | z.t.     |
| 6                          | Tesfom Okubamariam | Team Eritrea                      | z.t.     |
| 7                          | Eugert Zhupa       | Wilier Triestina-Selle Italia     | z.t.     |
| 8                          | Brenton Jones      | Delko Marseille Provence KTM      | z.t.     |
| 9                          | Meron Abraham      | Bike Aid                          | z.t.     |
| 10                         | Nicola Toffali     | Sporting Clube de Portugal/Tavira | z.t.     |
|                            |                    |                                   |          |
| 14                         | Alexander Geuens   | Sovac-Natura4Ever                 | z.t.     |

| Algemeen klassement |                    |                               |          |
| Plaats              | Naam               | Ploeg                         | Tijd     |
| Gele trui           | Lucas Carstensen   | Bike Aid                      | 3u41'42" |
| 2                   | Adrien Petit       | Direct Énergie                | +4"      |
| 3                   | Soufiane Haddi     | Team Marokko                  | +5"      |
| 4                   | Youcef Reguigui    | Sovac-Natura4Ever             | +6"      |
| 5                   | Luca Pacioni       | Wilier Triestina-Selle Italia | +10"     |
| 6                   | Henok Mulubrhan    | Team Eritrea                  | z.t.     |
| 7                   | Tesfom Okubamariam | Team Eritrea                  | z.t.     |
| 8                   | Eugert Zhupa       | Wilier Triestina-Selle Italia | z.t.     |
| 9                   | Brenton Jones      | Delko Marseille Provence KTM  | z.t.     |
| 10                  | Meron Abraham      | Bike Aid                      | z.t.     |
|                     |                    |                               |          |
| 15                  | Alexander Geuens   | Sovac-Natura4Ever             | z.t.     |

### 2e etappe
| Ndendé - Fougamou (173 km) |                  |                               |         |
| Plaats                     | Naam             | Ploeg                         | Tijd    |
| Winnaar                    | Brenton Jones    | Delko Marseille Provence KTM  | 4:03:25 |
| 2                          | Luca Pacioni     | Wilier Triestina-Selle Italia | z.t.    |
| 3                          | Lucas Carstensen | Bike Aid                      | z.t.    |

| Algemeen klassement |                  |                              |         |
| Plaats              | Naam             | Ploeg                        | Tijd    |
| Gele trui           | Lucas Carstensen | Bike Aid                     | 7:45:03 |
| 2                   | Brenton Jones    | Delko Marseille Provence KTM | +3"     |
| 3                   | Adrien Petit     | Direct Énergie               | +6"     |

### 3e etappe
| Fougamou - Lambaréné (114 km) |                   |                                   |         |
| Plaats                        | Naam              | Ploeg                             | Tijd    |
| Winnaar                       | Rinaldo Nocentini | Sporting Clube de Portugal/Tavira | 2:43:04 |
| 2                             | Damien Gaudin     | Direct Énergie                    | z.t.    |
| 3                             | Brenton Jones     | Delko Marseille Provence KTM      | +2"     |

| Algemeen klassement |                   |                                   |          |
| Plaats              | Naam              | Ploeg                             | Tijd     |
| Gele trui           | Brenton Jones     | Delko Marseille Provence KTM      | 10:28:08 |
| 2                   | Lucas Carstensen  | Bike Aid                          | +1"      |
| 3                   | Rinaldo Nocentini | Sporting Clube de Portugal/Tavira | +3"      |

### 4e etappe
| Ndjolé - Mitzic (182 km) |                  |                               |         |
| Plaats                   | Naam             | Ploeg                         | Tijd    |
| Winnaar                  | Joseph Areruya   | Team Rwanda                   | 4:25:10 |
| 2                        | Ilja Kasjavy     | Wilier Triestina-Selle Italia | z.t.    |
| 3                        | Nikodemus Holler | Bike Aid                      | +9"     |

| Algemeen klassement |                  |                |          |
| Plaats              | Naam             | Ploeg          | Tijd     |
| Gele trui           | Joseph Areruya   | Team Rwanda    | 14:53:21 |
| 2                   | Nikodemus Holler | Bike Aid       | +11"     |
| 3                   | Damien Gaudin    | Direct Énergie | +34"     |

### 5e etappe
| Oyem - Ambam (141 km) |                   |                                   |         |
| Plaats                | Naam              | Ploeg                             | Tijd    |
| Winnaar               | Brenton Jones     | Delko Marseille Provence KTM      | 3:18:48 |
| 2                     | Youcef Reguigui   | Sovac-Natura4Ever                 | z.t.    |
| 3                     | Rinaldo Nocentini | Sporting Clube de Portugal/Tavira | z.t.    |

| Algemeen klassement |                  |                |          |
| Plaats              | Naam             | Ploeg          | Tijd     |
| Gele trui           | Joseph Areruya   | Team Rwanda    | 18:12:10 |
| 2                   | Nikodemus Holler | Bike Aid       | +11"     |
| 3                   | Damien Gaudin    | Direct Énergie | +32"     |

### 6e etappe
| Bitam - Oyem (115 km) |                   |                                   |         |
| Plaats                | Naam              | Ploeg                             | Tijd    |
| Winnaar               | Rinaldo Nocentini | Sporting Clube de Portugal/Tavira | 2:32:48 |
| 2                     | Zemenfes Solomon  | Team Eritrea                      | z.t.    |
| 3                     | Joseph Areruya    | Team Rwanda                       | +4"     |

| Algemeen klassement |                  |                |          |
| Plaats              | Naam             | Ploeg          | Tijd     |
| Gele trui           | Joseph Areruya   | Team Rwanda    | 20:44:58 |
| 2                   | Nikodemus Holler | Bike Aid       | +18"     |
| 3                   | Damien Gaudin    | Direct Énergie | +38"     |

### 7e etappe
| Bikélé - Libreville (140 km) |                 |                               |          |
| Plaats                       | Naam            | Ploeg                         | Tijd     |
| Winnaar                      | Luca Pacioni    | Wilier Triestina-Selle Italia | 03:07:26 |
| 2                            | Brenton Jones   | Delko Marseille Provence KTM  | z.t.     |
| 3                            | Youcef Reguigui | Sovac-Natura4Ever             | z.t.     |

## Eindklassementen
| Plaats    | Naam             | Ploeg             | Tijd     |
| --------- | ---------------- | ----------------- | -------- |
| Gele trui | Joseph Areruya   | Team Rwanda       | 23:52:24 |
| 2         | Nikodemus Holler | Bike Aid          | +18"     |
| 3         | Damien Gaudin    | Direct Énergie    | +50"     |
|           |                  |                   |          |
| 46        | Laurent Évrard   | Sovac-Natura4Ever |          |

| Plaats    | Naam            | Ploeg                         | Punten |
| --------- | --------------- | ----------------------------- | ------ |
| Roze trui | Brenton Jones   | Delko Marseille Provence KTM  | 165    |
| 2         | Youcef Reguigui | Sovac-Natura4Ever             | 148    |
| 3         | Luca Pacioni    | Wilier Triestina-Selle Italia | 139    |

| Plaats      | Naam                 | Ploeg        | Punten |
| ----------- | -------------------- | ------------ | ------ |
| Groene trui | Tesfom Okubamariam   | Team Eritrea | 22     |
| 2           | Sirak Tesfom         | Team Eritrea | 19     |
| 3           | Salah Eddine Mraouni | Team Marokko | 18     |

| Plaats     | Naam               | Ploeg         | Tijd     |
| ---------- | ------------------ | ------------- | -------- |
| Witte trui | Joseph Areruya     | Team Rwanda   | 23:52:24 |
| 2          | Salim Kipkemboi    | Bike Aid      | 24:00:25 |
| 3          | Fiseha Gebremariam | Team Ethiopië | 24:00:33 |

## Klassementenverloop
| Etappe       | Winnaar           | Algemeen klassement · | Sprintklassement · | Bergklassement ·     | Jongerenklassement · |
| ------------ | ----------------- | --------------------- | ------------------ | -------------------- | -------------------- |
| 1            | Lucas Carstensen  | Lucas Carstensen      | Lucas Carstensen   | Soufiane Haddi       | Henok Mulubrhan      |
| 2            | Brenton Jones     | Lucas Carstensen      | Lucas Carstensen   | Henok Mulubrhan      | Henok Mulubrhan      |
| 3            | Rinaldo Nocentini | Brenton Jones         | Luca Pacioni       | Salah Eddine Mraouni | Henok Mulubrhan      |
| 4            | Joseph Areruya    | Joseph Areruya        | Brenton Jones      | Sirak Tesfom         | Joseph Areruya       |
| 5            | Brenton Jones     | Joseph Areruya        | Brenton Jones      | Sirak Tesfom         | Joseph Areruya       |
| 6            | Rinaldo Nocentini | Joseph Areruya        | Brenton Jones      | Sirak Tesfom         | Joseph Areruya       |
| 7            | Luca Pacioni      | Joseph Areruya        | Brenton Jones      | Tesfom Okubamariam   | Joseph Areruya       |
| 0Eindstanden | 0Eindstanden      | Joseph Areruya        | Brenton Jones      | Tesfom Okubamariam   | Joseph Areruya       |

## Deelnemers

### Startlijst
| Direct Énergie | Team Eritrea | Bike Aid |
| - 1. Yohann Gène - 2. Adrien Petit - 3. Alexandre Pichot - 4. Bryan Nauleau - 5. Damien Gaudin - 6. Perrig Quéméneur                         | - 11. Tesfom Okubamariam - 12. Henok Mulubrhan - 13. Mikiel Habtom - 14. Sirak Tesfom - 15. Saymon Musie - 16. Zemenfes Solomon           | - 21. Nikodemus Holler - 22. Meron Abraham - 23. Lucas Carstensen - 24. Suleiman Kangangi - 25. Salim Kipkemboi - 26. Timo Schäfer                  |
| Team Marokko | Wilier Triestina-Selle Italia | Team Rwanda |
| - 31. Adil Jelloul - 32. El Mehdi Chokri - 33. Mohcine El Kouraji - 34. Soufiane Haddi - 35. Salah Eddine Mraouni - 36. Lahcen Saber         | - 41. Simone Bevilacqua - 42. Ilja Kasjavy - 43. Luca Pacioni - 44. Luca Raggio - 45. Massimo Rosa - 46. Eugert Zhupa                     | - 51. Joseph Areruya - 52. Didier Munyaneza - 53. Valens Ndayisenga - 54. Jean Ruberwa - 55. Jean Paul René Ukiniwabo - 56. Bonaventure Uwizeyimana |
| Delko Marseille Provence KTM | Team Gabon | Sporting Clube de Portugal/Tavira |
| - 61. Brenton Jones - 62. Przemysław Kasperkiewicz - 63. Ángel Madrazo - 64. Yannick Martinez - 65. Evaldas Šiškevičius - 66. Gatis Smukulis | - 71. Charles Anguilet - 72. Paul Maroga - 73. Leris Moukagni - 74. Glenne Moulingui - 75. Geoffroy Ngandamba - 76. Cédric Tchouta        | - 81. Joni Brandão - 82. Mario Gonzalez - 83. Alejandro Marque - 84. Rinaldo Nocentini - 85. Fábio Silvestre - 86. Nicola Toffali                   |
| Team Ethiopië | Sovac-Natura4Ever | Team Ivoorkust |
| - 91. Temesgen Buru - 92. Fiseha Gebremariam - 93. Hailemelekot Hailu - 94. Kibrom Haylemaryam                                               | - 101. Youcef Reguigui - 102. Mohammed Bouzidi - 103. Florian Deriaux - 104. Laurent Évrard - 105. Alexander Geuens - 106. Islam Mansouri | - 111. Abou Sanogo - 112. Karamoko Bamba - 113. Kouamé Faustin Dje - 114. Amadou Lengani - 115. Ben Ibrahim Soumahoro - 116. Souleymane Traore      |
| Team Burkina Faso | Team Tunesië | Team Kameroen |
| - 121. Abdoul Aziz Nikiéma - 122. Paul Daumont - 123. Harouna Ilboudo - 124. Noufou Minougou - 125. Bachirou Nikiema - 126. Salifou Yarbanga | - 131. Maher Hasnaoui - 133. Khaled Kammoun - 134. Mohamed Aziz Melki - 135. Ali Nouisri - 136. Achref Tliba                              | - 141. Damien Tekou - 142. Clovis Kamzong - 144. Martin Ngeh - 145. Eric Ngomegni - 146. Ghislain Sikandji                                          |

2006 · 2007 · 2008 · 2009 · 2010 · 2011 · 2012 · 2013 · 2014 · 2015 · 2016 · 2017 · 2018 · 2019 · 2020 · 2023